# SN 2006pu
SN 2006pu – supernowa typu II odkryta 14 listopada 2006 roku w galaktyce A024253+0053. W momencie odkrycia miała maksymalną jasność 21,50m.